# 登米市立柳津小学校
登米市立柳津小学校（とめしりつ やないづしょうがっこう）は、宮城県登米市にあった公立小学校。

## 学校教育目標
心身ともに健康で 自ら学ぶ意欲にあふれ たくましく生きる子供の育成

## 沿革
- 1873年（明治6年）8月 - 宮下小学校として開校
- 1880年（明治13年）1月 - 麻崎村柳津小学校に改称
- 1887年（明治20年）4月 - 柳津尋常小学校に改称
- 1893年（明治26年）4月 - 柳津尋常高等小学校に改称し、高等科も併設する
- 1920年（大正9年）9月 - 現在地に校舎移設
- 1941年（昭和16年）4月 - 国民学校令施行により柳津国民学校に改称
- 1947年（昭和22年）4月 - 新学制公布により柳津町立柳津小学校に改称
- 1954年（昭和29年）11月 - 合併により津山町立柳津小学校に改称
- 2005年（平成17年）4月 - 合併により登米市立柳津小学校に改称
- 2023年（令和5年）3月31日 - 登米市立横山小学校と統合して、新設の登米市立津山小学校が開校するため閉校。

## 通学区域
- 柳津区域[3]

## 卒業後の進路
- 登米市立津山中学校[3]